# 西蒙·戴森
西蒙·戴森（Simon Dyson）是英國的一位高爾夫球選手。參加歐洲巡迴賽的賽事。迄今為止已獲得9個賽事的錦標。

## 外部連結
- 西蒙·戴森在歐洲巡迴賽官方網站
- Template:AsianTour player
- 西蒙·戴森在男子高爾夫世界排名的官方網站